# 중앙직업전문학교 (대구)
중앙직업전문학교(中央職業專門學校)는 대한민국 대구광역시 중구에 위치한 직업전문학교이다.

## 연혁
- 1982년 11월: 설립